# Joodse begraafplaatsen (Middelburg)
Middelburg kent twee Joodse begraafplaatsen:
- De Sefardische begraafplaats aan de Jodengang (51° 30′ 3″ NB, 3° 36′ 14″ OL)
- De Asjkenazische begraafplaats aan de Walensingel (51° 30′ 0″ NB, 3° 36′ 19″ OL)

## Sefardische begraafplaats
In het algemeen en met betrekking tot Nederland, kan men de Joden indelen in twee groepen: de Sefardische Joden, die van Spaans-Portugese afkomst zijn en de Asjkenazische Joden, die van Duits-Poolse afkomst zijn.
De Sefardische Joden vluchtten voor de Inquisitie. Via Antwerpen kwamen ze onder andere in Middelburg terecht. In 1655 kregen ze het recht een eigen begraafplaats te hebben aan de Jodengang, nabij het Seisbolwerk. Rond 1700 werden de Joden verzekerd van veiligheid. De Sefardisch-Joodse gemeenschap van Middelburg was inmiddels zo goed als verdwenen. Zij vestigden zich in Den Haag en Amsterdam.
Op de Sefardische begraafplaats aan de Jodengang bevinden zich 93 grafstenen. Sefardisch-Joodse graven zijn naast de Spaanse teksten en namen ook herkenbaar aan de liggende grafstenen in plaats van staande, zoals bij Asjkenazische graven. Op deze 'regel' uitzonderingen. Er zijn slechts twee exclusief Sefardische begraafplaatsen in Nederland: deze in Middelburg en Beth Haim in Ouderkerk aan de Amstel. De Sefardisch-Joodse begraafplaats van Middelburg werd in 1998 gerestaureerd. Het hekwerk werd ontworpen en gemaakt door Appie Drielsma, die ook de bronzen deuren van de Heilige Arke van de synagoge maakte.

## Trivia
- De bekende rabbijn Menasseh Ben Israel heeft op de Sefardische begraafplaats zijn zoon Samuel Ben Israel begraven in 1657. Omdat vader en zoon worden beschouwd als de grondleggers van het Engelse en Amerikaanse jodendom, wordt dit graf met enige regelmaat bezocht.[1]

### Afbeeldingen

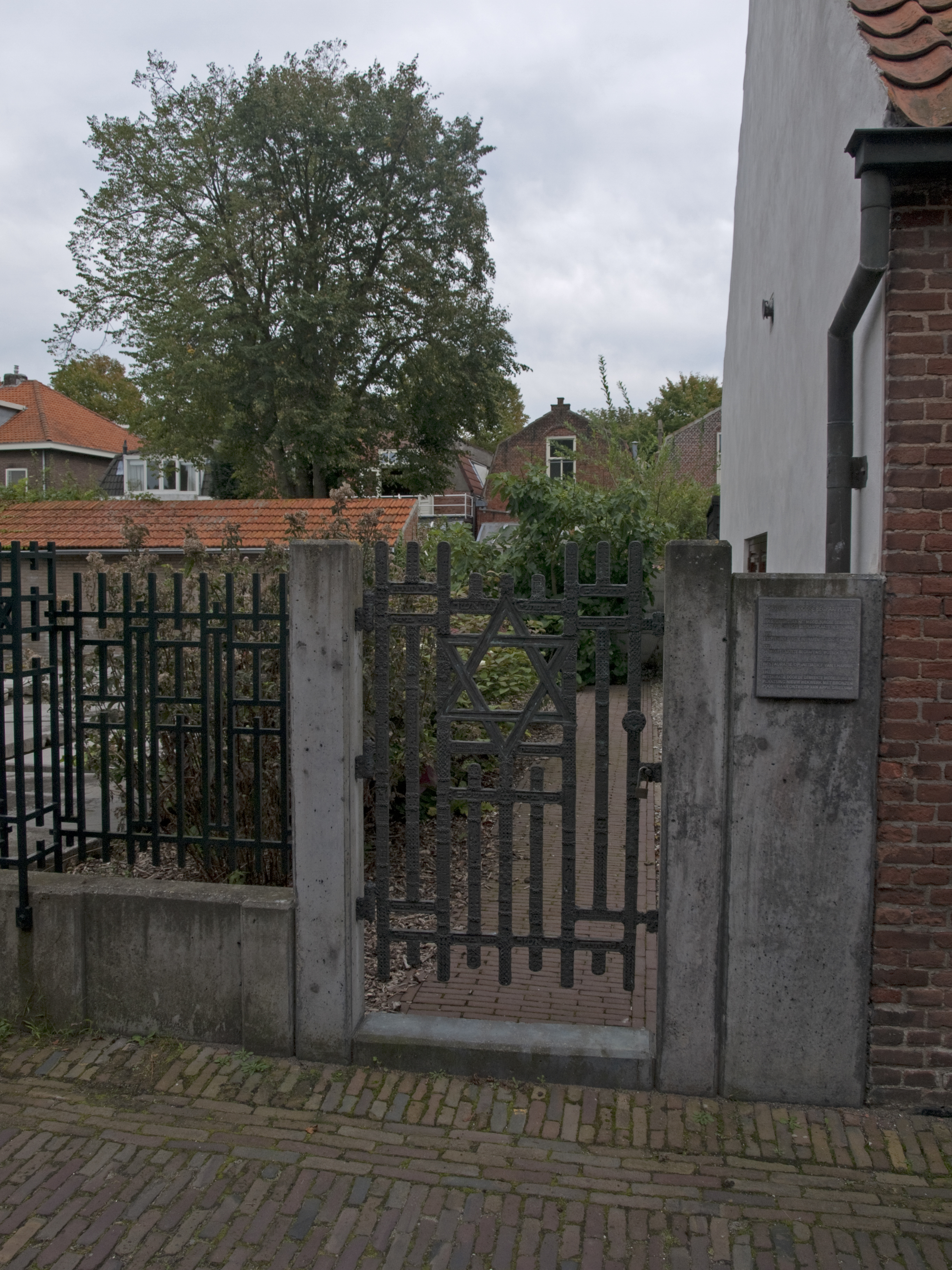
Toegangshek
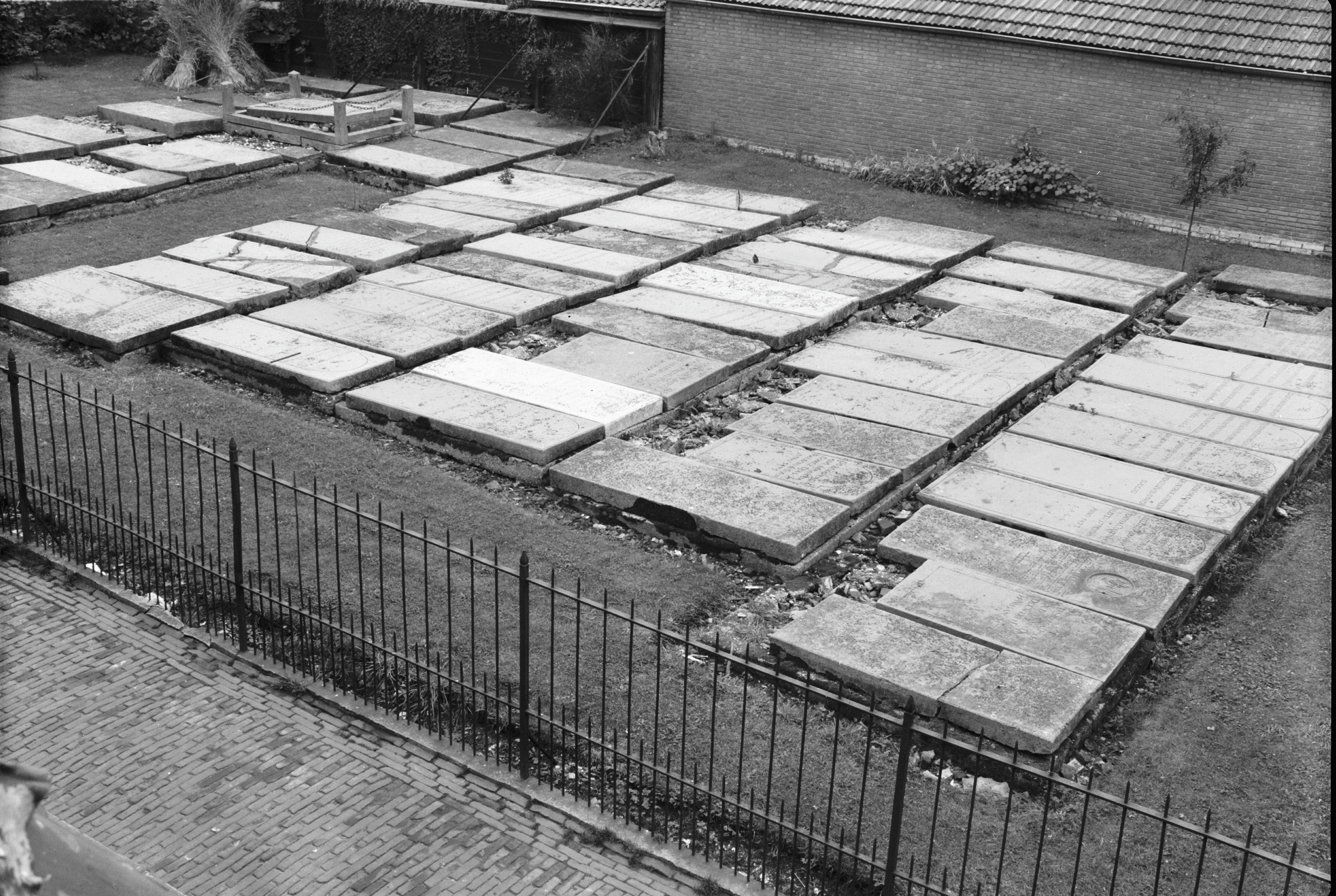
De begraafplaats in 1962

## Asjkenazische begraafplaats
De Asjkenazische Joden vestigden zich rond 1700 in Middelburg. Wat de Sefardische Joden niet voor elkaar kregen, lukte de Asjkenazische Joden wel: ze kregen het recht een synagoge te bouwen aan de Herenstraat. Dit gebouw werd in 1705 ingewijd. Een jaar eerder kregen de Asjkenazische Joden een eigen begraafplaats aan de Walensingel. Vandaag de dag staan er 347 grafstenen. Het metaheerhuis bevindt zich aan het Seisplein.
In de jaren dat er zowel een Sefardische-Joods en een Asjkenazisch-Joodse gemeenschap was, waren er de nodige spanningen tussen beide groepen. Soms moest de overheid hierbij ingrijpen. In de achttiende en negentiende eeuw groeide de Asjkenazisch-Joodse gemeenschap van Middelburg, maar al in de eerste decennia van twintigste eeuw werd ze kleiner. In de Tweede Wereldoorlog wisten slechts enkele Middelburgse Joden zich het leven te redden door onder te duiken.
De synagoge van Middelburg is gerestaureerd en in november 1994 heringewijd. De joodse gemeente van Middelburg telt zo'n 40 leden. Ze is aangesloten bij het Nederlands-Israëlitisch Kerkgenootschap.

### Afbeeldingen

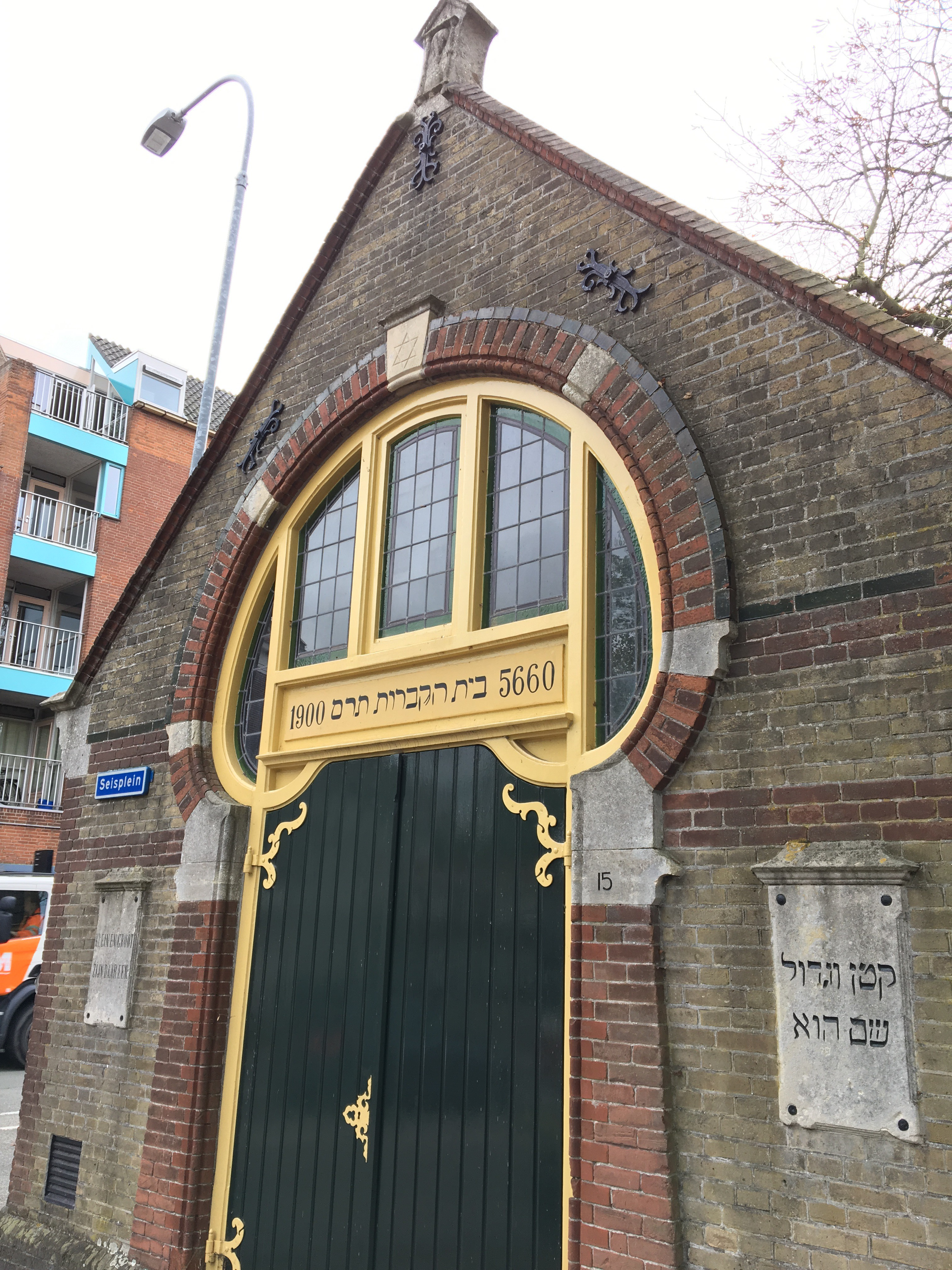
Metaheerhuis
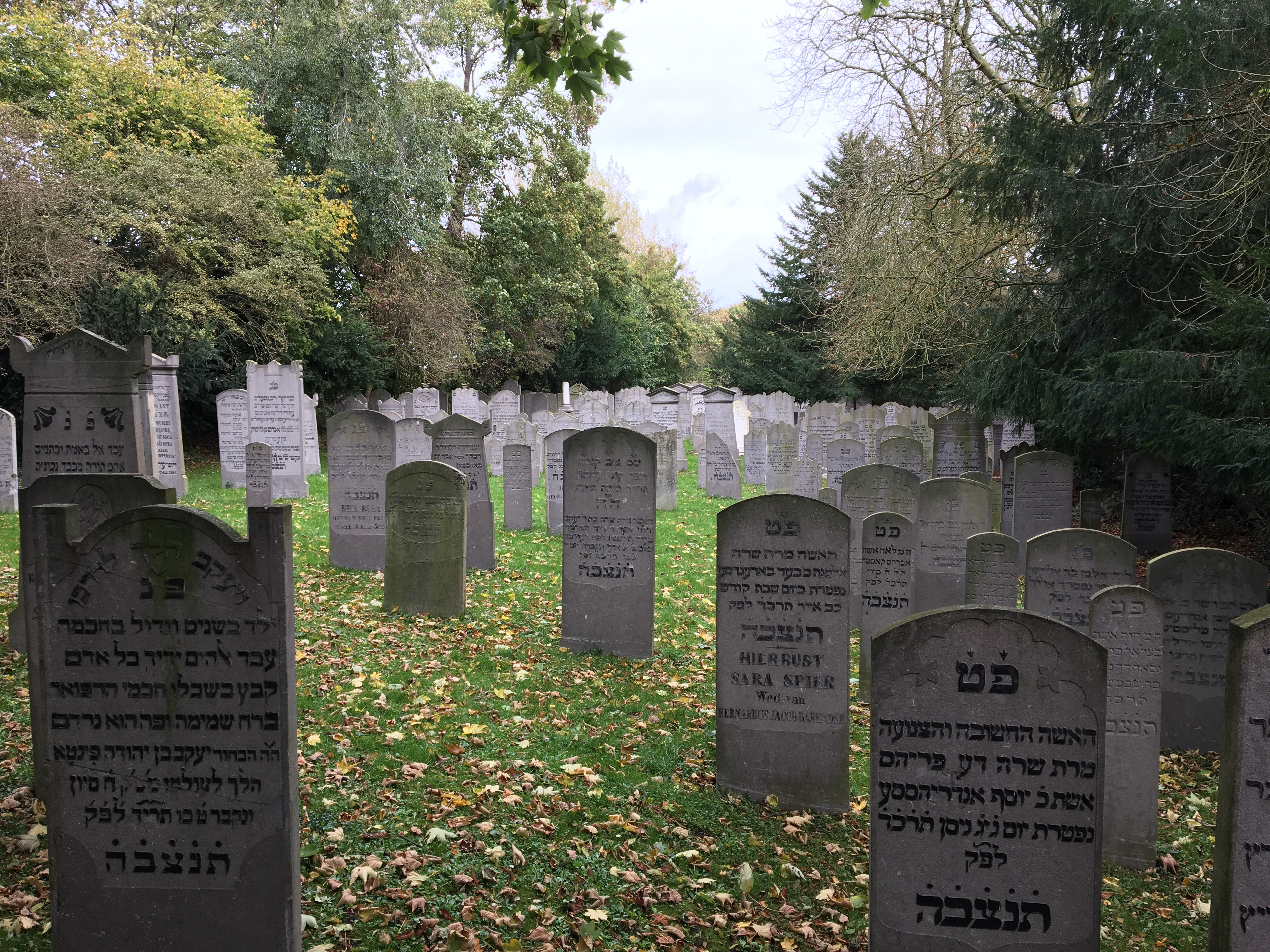
Begraafplaats vanuit het zuiden
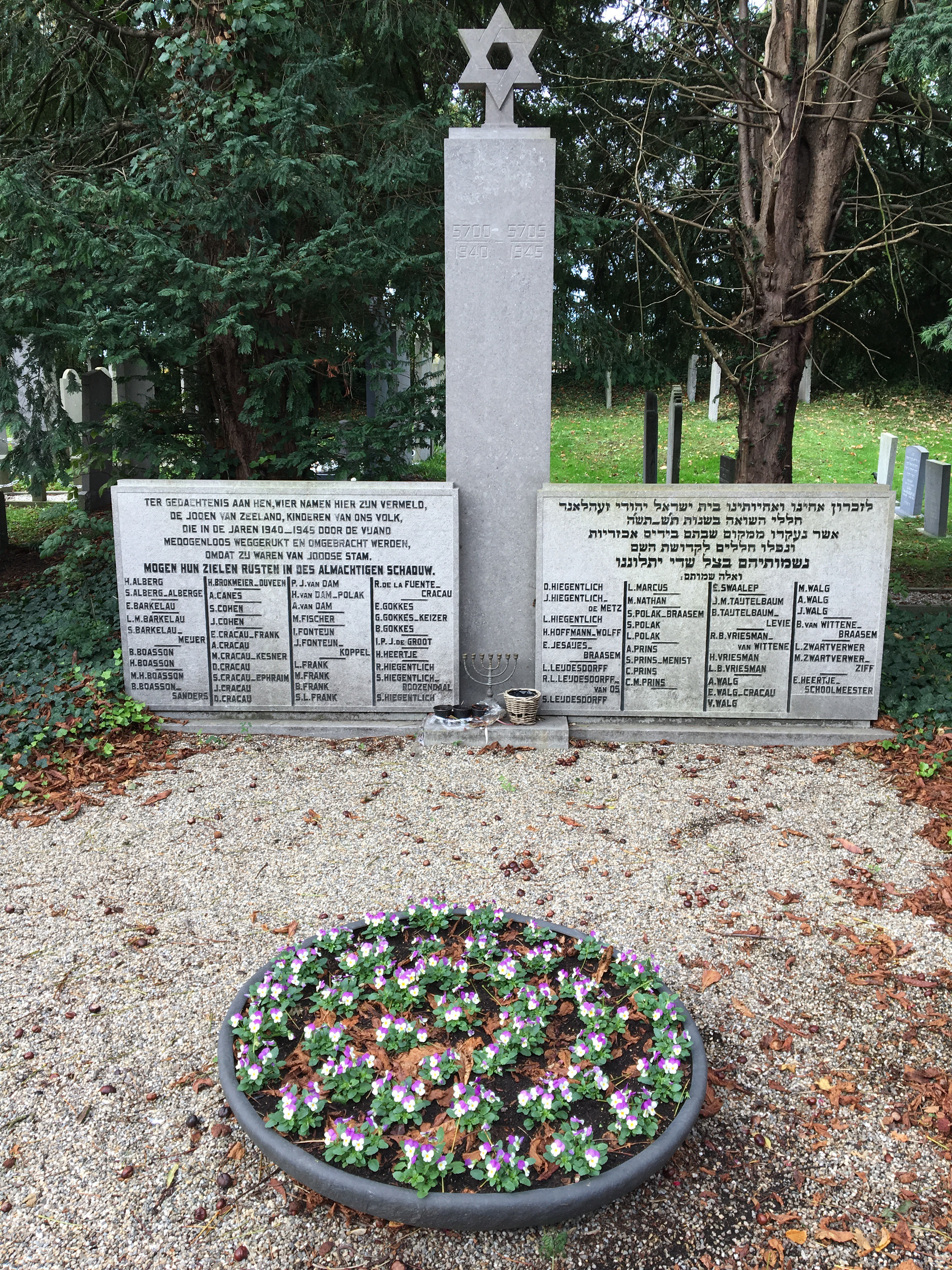
Oorlogsmonument